# Eparchie chicagská a středoamerická
Eparchie Chicago a Střední Amerika je eparchie ruské pravoslavné církve v zahraničí.

## Území a titul biskupa
Zahrnuje správní hranice území států Illinois, Arkansas, Wisconsin, Indiana, Kansas, Minnesota, Missouri, Ohio, Severní Dakota a Texas.
Eparchiálnímu biskupovi náleží titul biskup chicagský a středoamerický.

## Historie
Eparchie byla zřízena roku 1954 jako eparchie chicagská a clevelandská.
Když roku 1957 zemřel arcibiskup Ieronim (Černov), který vedl detroitskou a flintskou eparchii, bylo její území připojeno k chicagské eparchii a začala se nazývat jako eparchie Chicago, Detroit a Středozápadní Amerika.
Na žádost biskupa Petra (Lukjanova) byla Archijerejským synodem RPCZ eparchie přejmenována na chicagskou a středoamerickou.

## Seznam biskupů
- 1954–1957 Hryhorij (Boryškevyč)
- 1957–1987 Serafim (Ivanov)
- 1987–2016 Alipij (Hamanovyč)
- 2016–2024 Peter (Lukjanov)